# Pentax AP 50th Anniv.
Pentax AP 50th Anniv. (Anniversary — англ. годовщина) — цифровой зеркальный фотоаппарат, выпущенный в 2007-м году в единственном экземпляре к 50-му юбилею первого серийного использования пентапризмы в японских зеркальных фотоаппаратах. В отличие от оригинальной камеры Asahi Pentax, корпус которой AP 50th Anniv. отчасти копирует, эта модель цифровая и построена на базе Pentax K10D. Основные отличия от прототипа — отсутствие встроенной вспышки (и кнопки её подъема),  кит-объектив (SMC Takumar-DA 1:2.8 40 mm Limited) и корпус. Кроме того, на диске режимов отсутствует пользовательский режим. Оригинальная камера — была первой в мире серийной SLR камерой с пентапризмой.
Выпуск камеры не преследовал коммерческих целей.

## Историческая справка
В 1952 году компания Asahi Optical вышла на международный рынок фотоаппаратостроения, благодаря успешному внедрению первого в мире зеркала постоянного визирования в серийной модели Asahiflex I. Уже в 1954 году на ежегодной национальной фотовыставке компания представила прототип новой камеры под названием Pentaprism Asahiflex с крышеобразной пентапризмой. 
Европейские производители серийно выпускали пентапризменные «зеркалки» с 1949 года, даже в СССР в 1952 году налажено производство «Зенита». Но для Японии пентапризма была новинкой.
Благодаря её появлению фотографы получили возможность наблюдать в зеркальном видоискателе прямое изображение с уровня глаз, а не «от пояса», как до этого. Фактически, пентапризма в сочетании с зеркалом постоянного визирования избавили однообъективные зеркальные фотоаппараты от их главных недостатков: зеркально перевёрнутого изображения и «лягушачей» перспективы, а также необходимости взвода затвора для работы видоискателя.
По причине чрезвычайной дороговизны ручной полировки пентапризм при массовом производстве другие фирмы-изготовители фототехники не решались на выпуск подобных камер. Asahi Optical не была исключением и её ждал тот же вопрос. Воодушевлённая успехом предыдущих камер и отзывах о прототипах, компания пошла на финансовый риск. В 1954 году Asahi Optical заплатила почти 7 000 000 японских йен за автоматический шлифовальный станок, предназначенный для массового производства пентапризм, который был изготовлен во Франции. Чтобы представить сколь велика была степень риска, достаточно сказать, что цена 1-го приобретённого станка без малого в три раза превосходила основной капитал фирмы.
В 1957 году началось уже серийное производство камеры именовавшейся Asahi Pentax. Сравнивая серийную камеру с прототипами следует отметить, что корпус камеры был создан не на базе предшественников, а с нуля. Кроме несъёмной пентапризмы камера получила ставший каноном SLR-камер рычаг быстрого взвода и одновременной протяжки плёнки. Добавилась рулетка быстрого сматывания отснятой плёнки.
Asahi Pentax послужил прообразом современных однообъективных зеркальных камер. Перемены в плёночных SLR-камерах после него были уже не столь значительны и в своих основах не изменялись.